# イギリスの鉄道

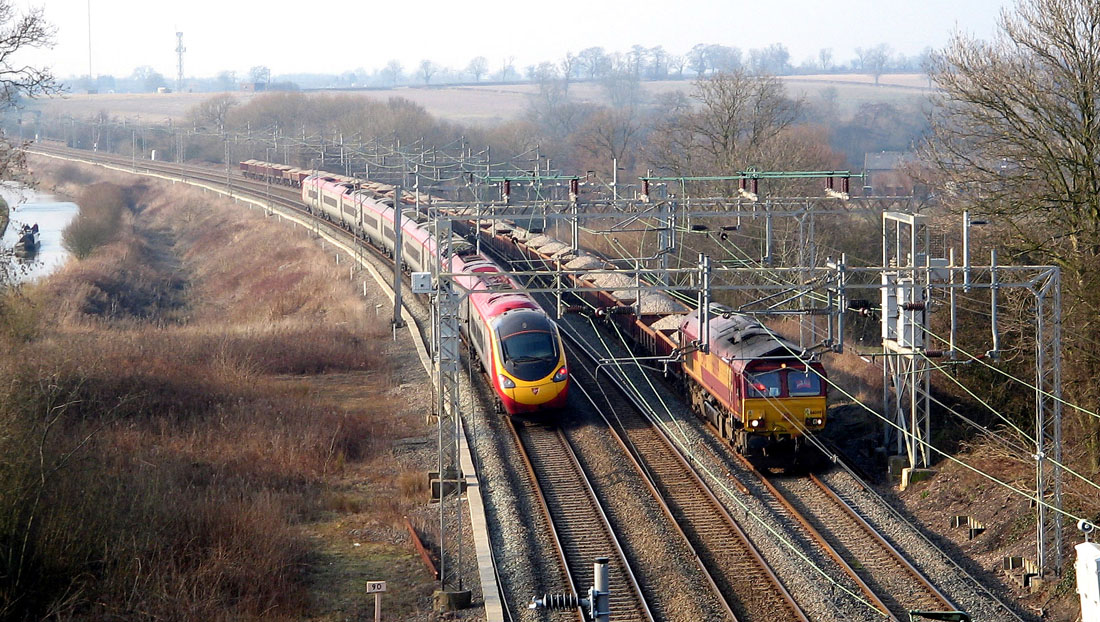
西海岸本線で離合する390形の都市間列車と66形牽引の貨物列車（ウォリックシャー）

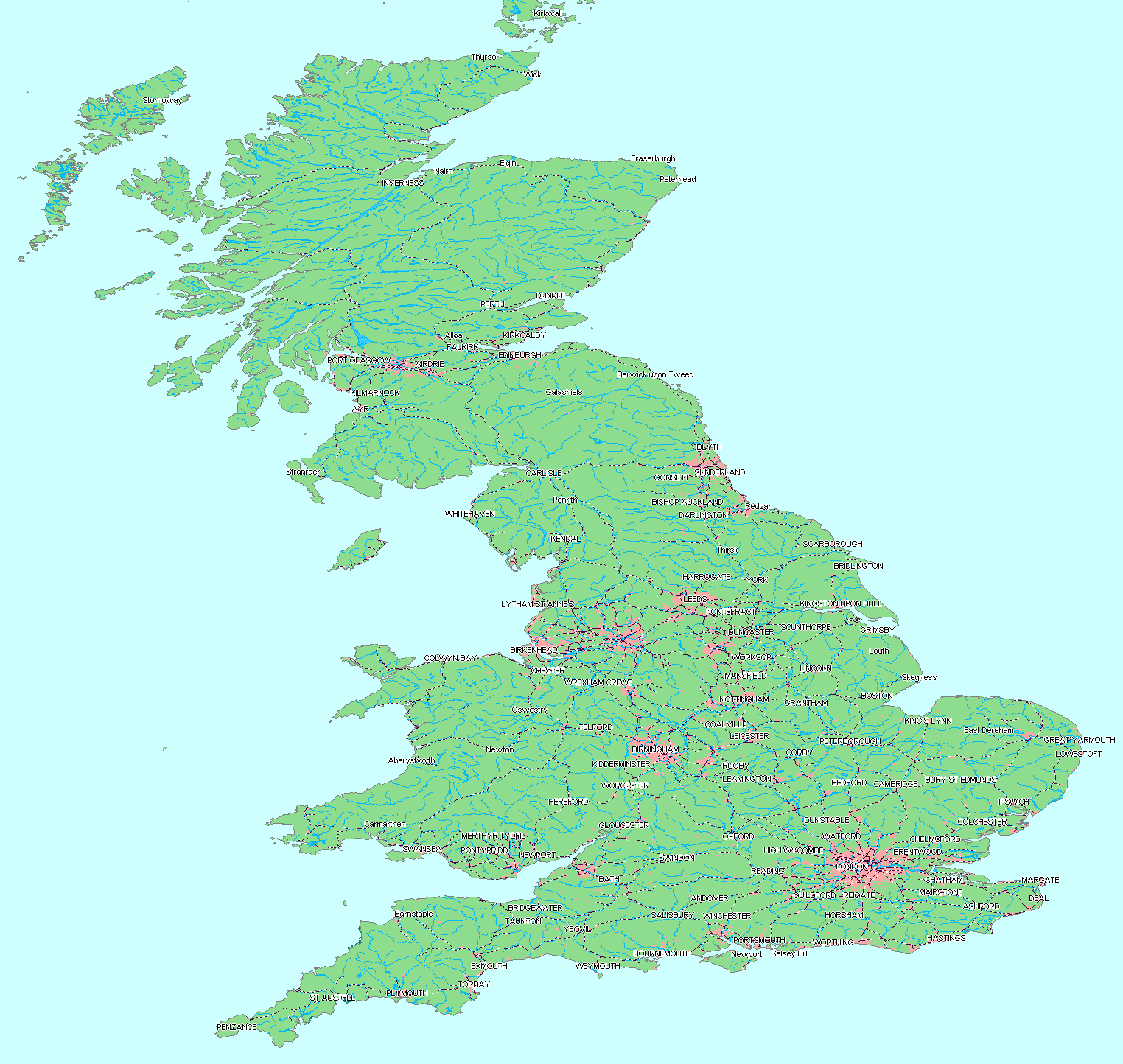
路線図

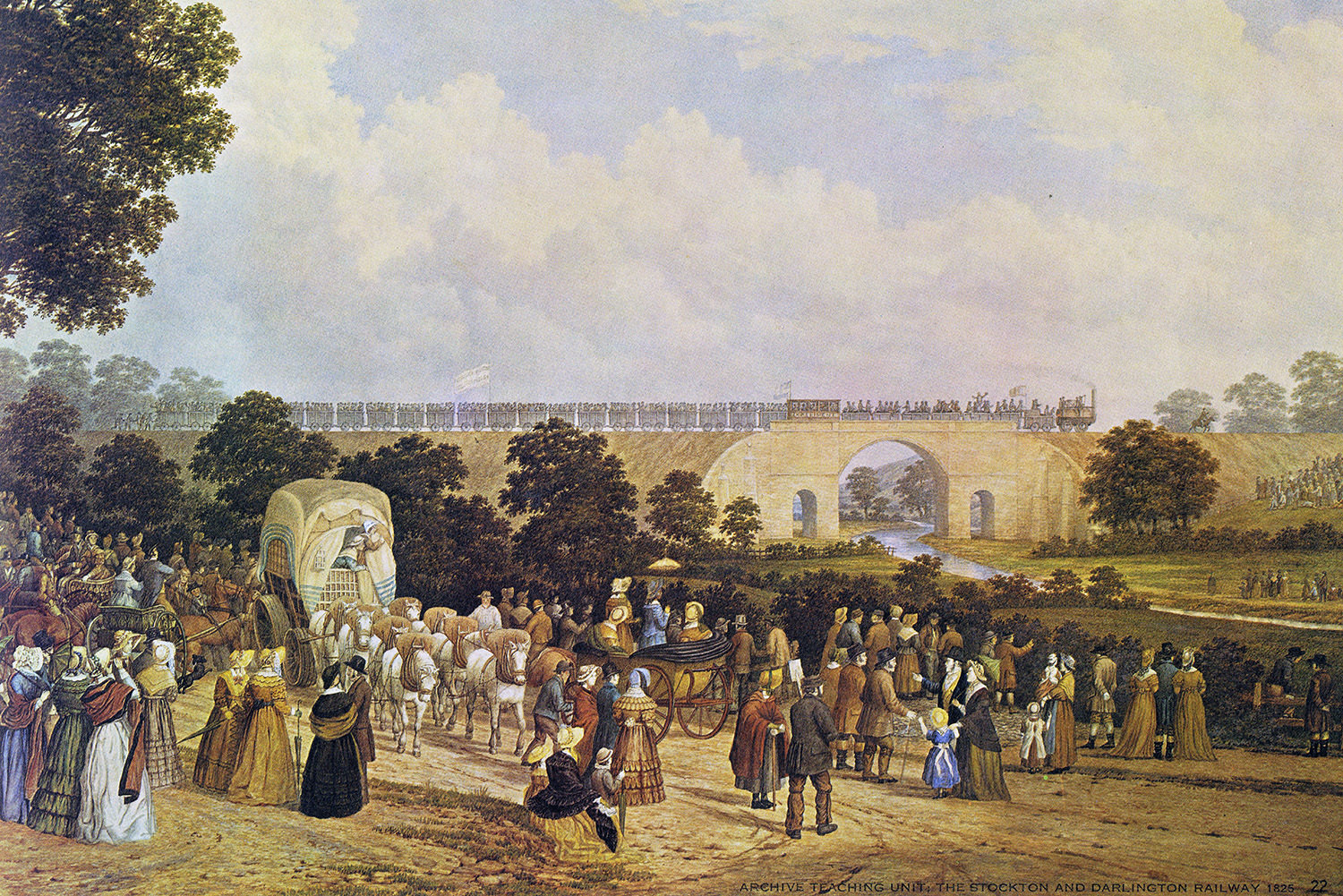
世界最初の鉄道である、ダラム州ストックトン・アンド・ダーリントン鉄道の開業、1825年

イギリスの鉄道（イギリスのてつどう）は、1825年に開通した世界で最も古い鉄道である。本項ではグレートブリテン島の鉄道について扱う。
現在では大部分で上下分離方式が取られており、鉄道保有会社（ネットワーク・レール）と、旅客・貨物ともに複数の列車運行会社が存在する。

## 歴史

### 第二次世界大戦前
鉄道発祥の国イギリスでは、1804年にリチャード・トレビシックにより蒸気機関車が発明された。世界初の本格的な鉄道は、1825年開業のダラム州のストックトン&ダーリントン鉄道である。1830年には旅客輸送を行う初の路線となるリバプール&マンチェスター鉄道が開通し、この成功により後の鉄道建設ブームをもたらした。1840年代の鉄道狂時代は鉄道網が急速に伸び、1848年には鉄道の総延長が運河の総延長を超える約8,200kmに拡大した。
初期には無数の鉄道会社が存在していたが、19世紀から20世紀前期にかけて集約が進められた。第一次世界大戦後の1923年には1921年鉄道法により約120の鉄道会社が統合され、グレート・ウェスタン鉄道（GWR）、ロンドン・アンド・ノース・イースタン鉄道（LNER）、ロンドン・ミッドランド・アンド・スコティッシュ鉄道（LMS）、サザン鉄道（SR）の4社による四大鉄道（ビッグフォー）に集約された。

### 第二次世界大戦後
第二次世界大戦の前後より道路交通の発達で鉄道の需要は減退し、イギリスの鉄道は経営悪化に直面した。鉄道は第二次大戦後の1948年に国有化され、イギリス国鉄が発足した。戦後は自動車の普及や近代化の遅れにより赤字が続き、1960年代には当時の国鉄総裁リチャード・ビーチングの名を取る不採算路線の大幅削減（ビーチング・アックス）が行われ、路線網は縮小された。
1970年代には高速列車のインターシティー125が運行を開始した。1980年代にはイギリス国鉄の地域別組織が部門別に置き換えられ、都市間鉄道・ロンドン及び南東部・地域鉄道・郵便荷物・貨物の各部門が成立、経営の効率化が図られている。
1990年代には鉄道の民営化が計画され、1993年には1993年鉄道法が成立、翌1994年にイギリス国鉄の分割民営化が実施された。民営化では線路・インフラ部門と旅客・貨物輸送部門を分離する上下分離方式が採用され、線路とインフラは線路保有会社レールトラックに、旅客輸送は入札により多数の列車運行会社が一定期間の営業権を獲得するフランチャイズ制度を導入（当初は25社）、貨物輸送も複数の民間会社に分割された。
分割民営化後のイギリス鉄道では重大事故が多発した。特に2000年10月のハットフィールド脱線事故は破損したレールの未交換が原因であり、レールトラックは事故翌年の2001年に経営破綻した。事業は2002年設立の非営利企業ネットワーク・レールに継承されている。
1994年にイギリスとフランスを結ぶ英仏海峡トンネルが開通し、鉄道網が大陸と陸続きになった。2003年にはイギリス初の高速鉄道として英仏海峡トンネルとロンドンを結ぶCTRL（High Speed 1）の第1期区間が開業、2007年にはロンドンまでの第2期区間が完成した。高速鉄道はほかにロンドン、マンチェスター、バーミンガム、リーズの間に180mph(約289.6km/h)で走行する2本目（HS2）の計画があり、2つの政党が支持している。
西海岸本線では1998年より行われていた改良工事が2008年に完了し、所要時間の短縮が実現している。

## 地勢とインフラ
イギリスのグレートブリテン島は先のとんがった三角形であり、首都ロンドンはその南東にある。主な鉄道路線はロンドンから多くの方向に放射状に延びている。軌間は標準軌を採用、2002年現在の総営業距離は17,052kmで、このうち3,229kmが交流25kV50Hz、2,035kmが直流750Vで電化されている。
路線の電化率は2005年時点で40%に満たず、周辺諸国と比較して低い。非電化の主要路線の電化が計画されている。

## 旅客輸送

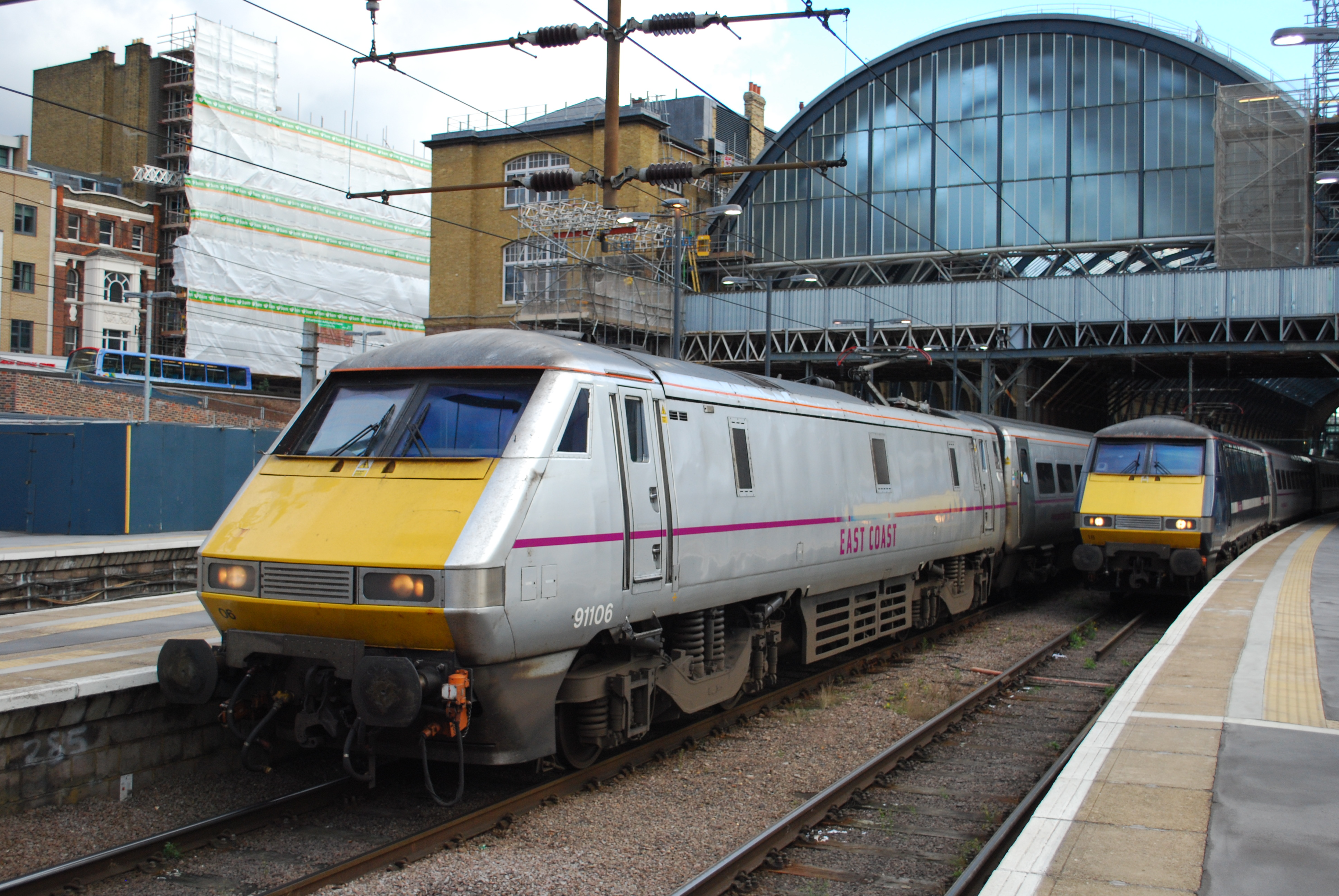
インターシティー225

1994年の国鉄民営化で発足した旅客列車の運行会社は列車運行会社 (TOC) と総称され、代表団体の列車運行会社協会 (ATOC) に加盟している。ATOCに加盟する列車運行会社は統一ブランドである「ナショナル・レール」 (National Rail)のブランドを用いて列車を運行し、運賃制度の共通化などが行われている。運行区間は列車の運行系統を基準にしているため、都市間列車の会社と地域輸送列車の会社が同じ線路を走らせる例が随所に見られる。発足当初は25社あったが、営業権の統合などで減少している。
フランチャイズの入札は運輸省が行い（マージーレール、スコットレールなど一部例外あり）、政府の補助金が最小となる収支計画を示した企業に営業権が認可される。フランチャイズ監督は当初は旅客鉄道フランチャイズ委員会（OPRAF）が行っていたが、2000年運輸法で戦略鉄道庁（SRA）へ、2005年鉄道法で運輸省へ移管されている。
フランチャイズによらないオープンアクセス（自由参入）方式の運行会社（オープン・アクセス・オペレーター）もあり、ユーロスターやヒースロー・エクスプレス、ハル・トレインズなどがそのケースに当たる。

### 鉄道駅

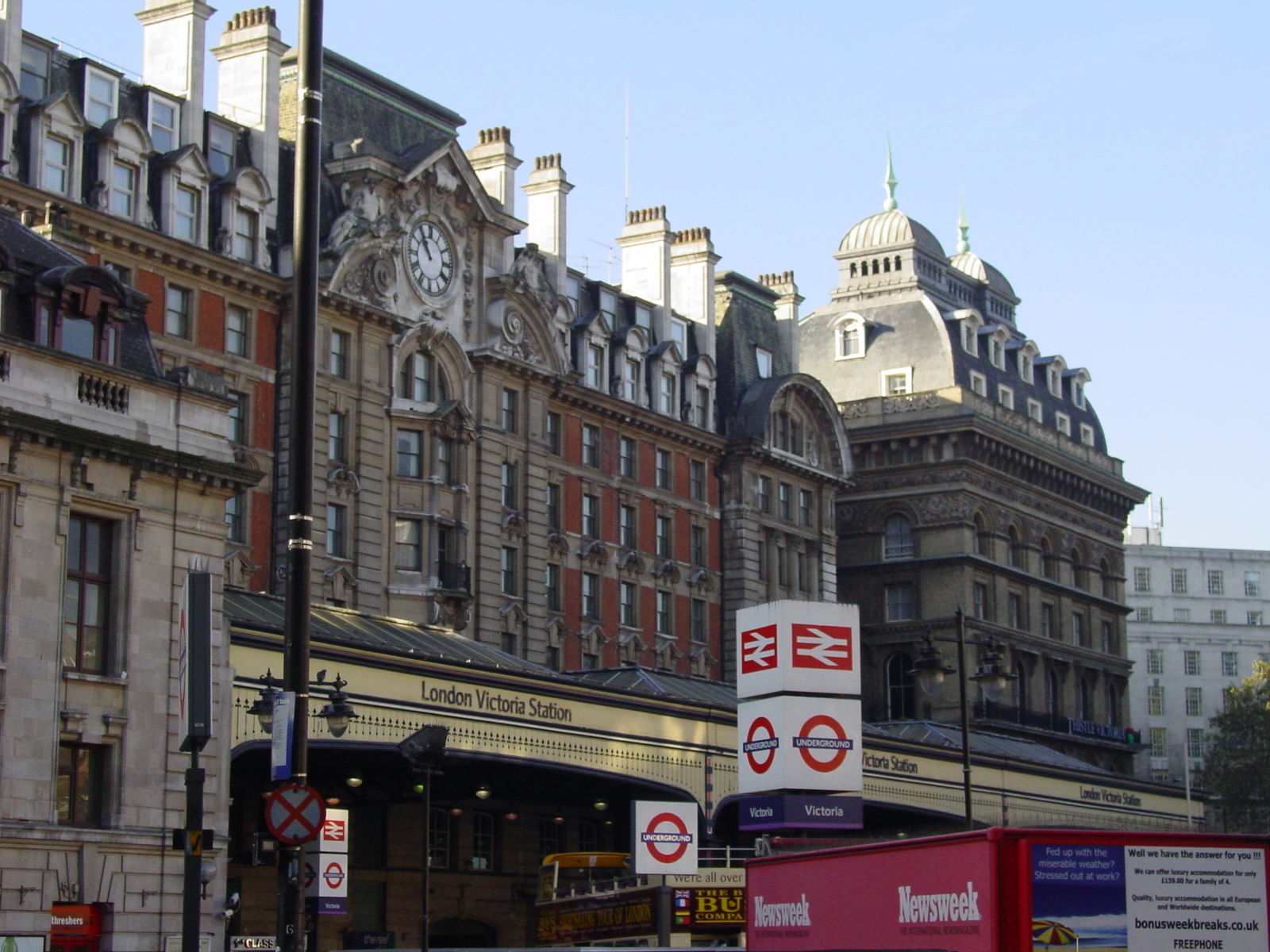
ロンドン・ヴィクトリア駅の正面

ヴィクトリア朝時代の駅は概ね市街地中心部の周縁部に位置する。主要駅はロンドンのような大都市のほか、小都市でも分岐駅のような形で位置する場合もあるほか、スウィンドンのように鉄道工場の開設を機に大都市に発展したケースもある。旧イギリス国鉄は、約2551駅あった。
- ロンドンの駅はロンドンの鉄道駅一覧を参照
- ロンドンのターミナル駅はロンドンの鉄道駅を参照

### 地下鉄・都市圏交通

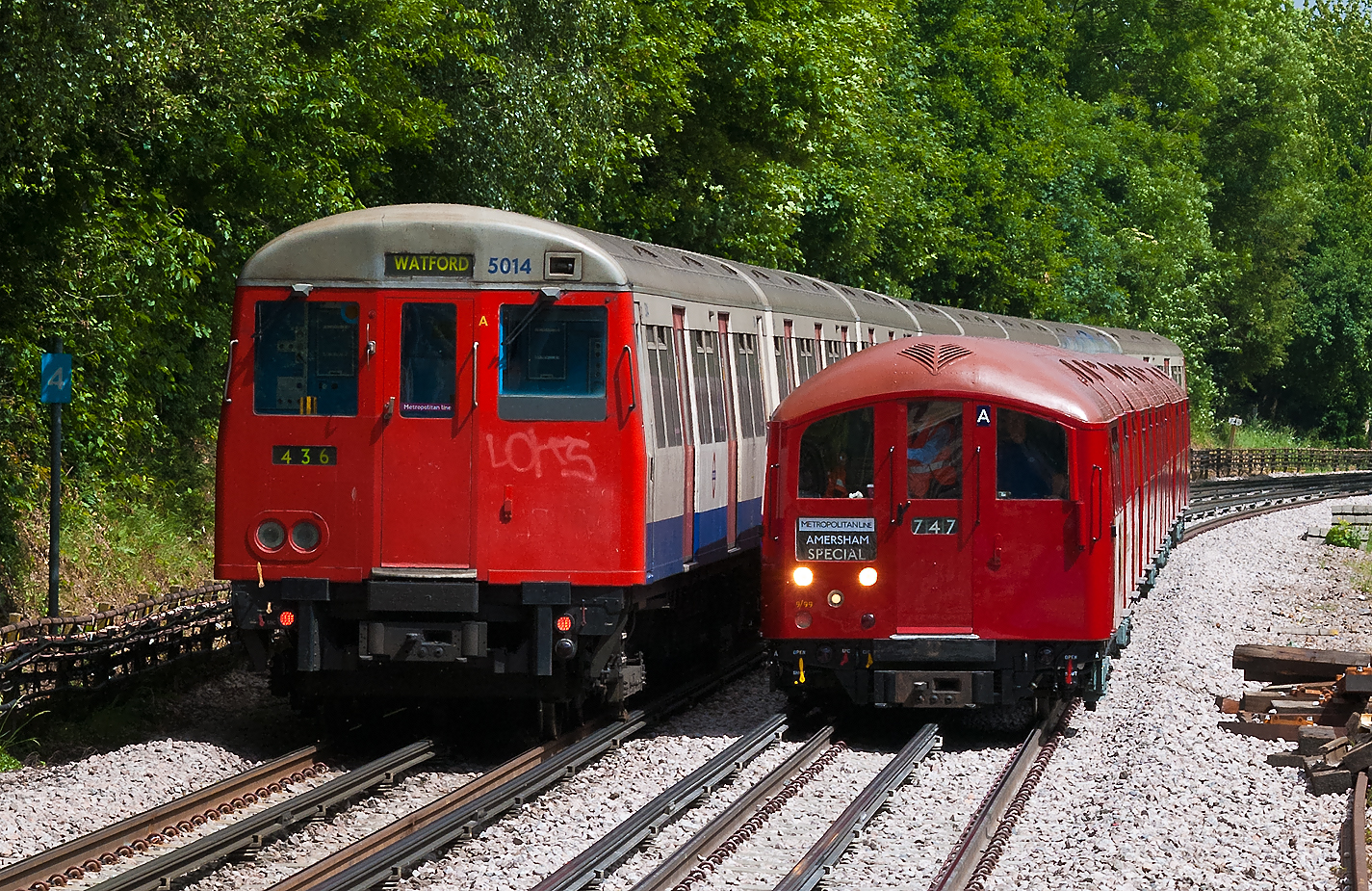
ロンドン地下鉄

地下鉄がロンドン、グラスゴーにあるほか、複数の都市で都市鉄道・路面電車が運行されている。
- セントロ (西ミッドランド)
- GMPTE (マンチェスター都市圏)
- マージートラベル (マージーサイド)
- メトロ (西ヨークシャー都市圏)
- Nexus (タイン・アンド・ウィア)
- トラベル・サウス・ヨークシャー (南ヨークシャー)
- ロンドン交通局（TfL）

## 貨物輸送

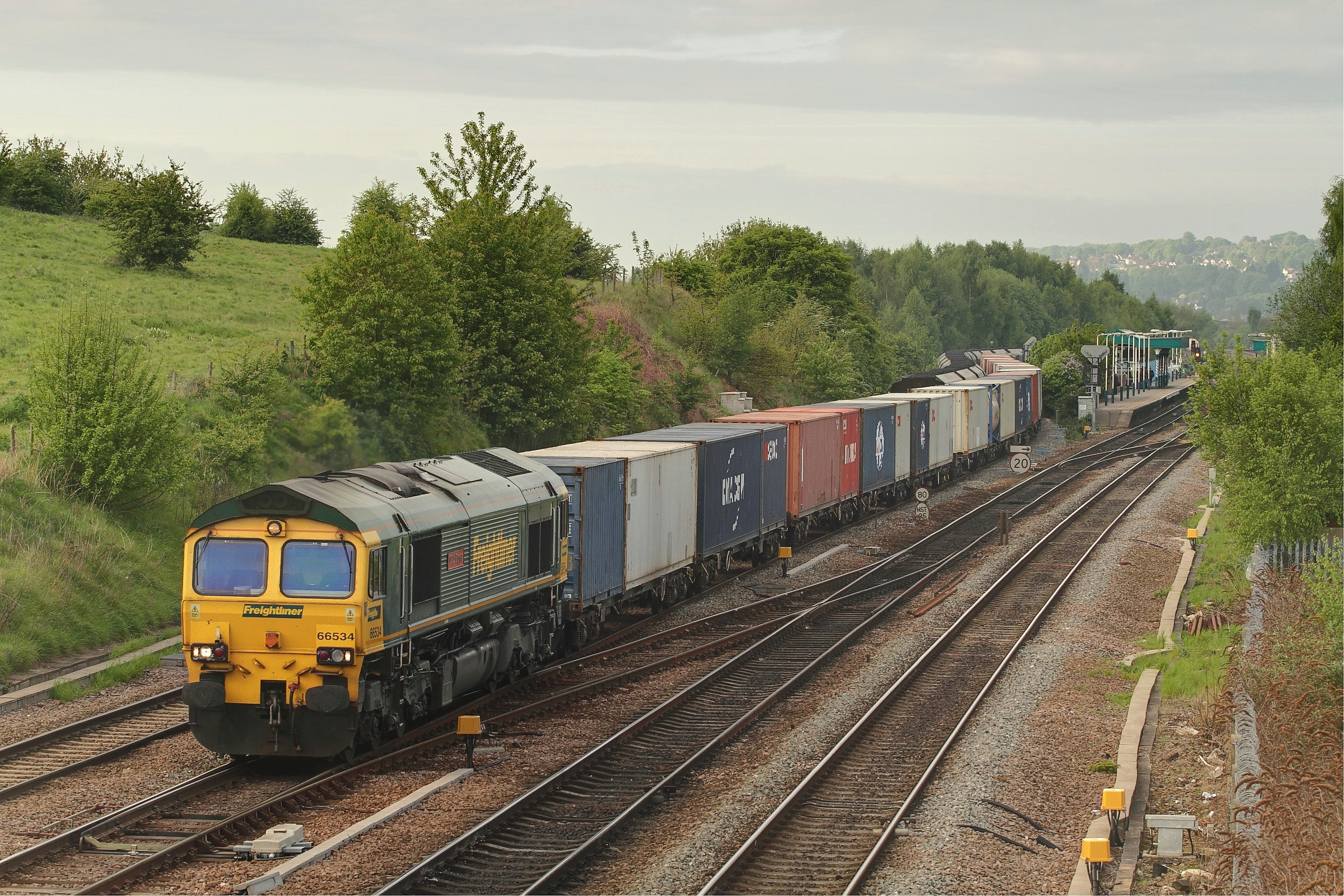
66形牽引のコンテナ貨物列車

鉄道貨物輸送部門の民営化は、民間会社に直接売却される形で行われた。車扱貨物を扱う3部門はイングリッシュ・ウェルシュ・スコティッシュ鉄道（English, Welsh and Scottish Railway: EWS）となり、コンテナ輸送を扱う部門はフレートライナー社が継承している。
その他にはGBレールフレート（GBRf）、核廃棄物輸送を主とするダイレクト・レール・サービス（DRS）、砕石輸送のメンディップ・レールなど、複数の輸送会社が存在する。

## 車両リース事業
フランチャイズの期限がある旅客列車運行会社は車両への巨額な投資が困難なため、車両を保有し運行会社に貸し付ける車両リース会社（ROSCOs）が設立された。エンジェル・トレインズ (Angel Trains)、HSBCレール (HSBC Rail。後のエバーショルト、Eversholt Rail Group)、ポーターブルック (Porterbrook)の3社があり、いずれも銀行など金融機関の傘下にある。ほか、短期リース契約を行う小規模会社も存在する。

## 保存鉄道

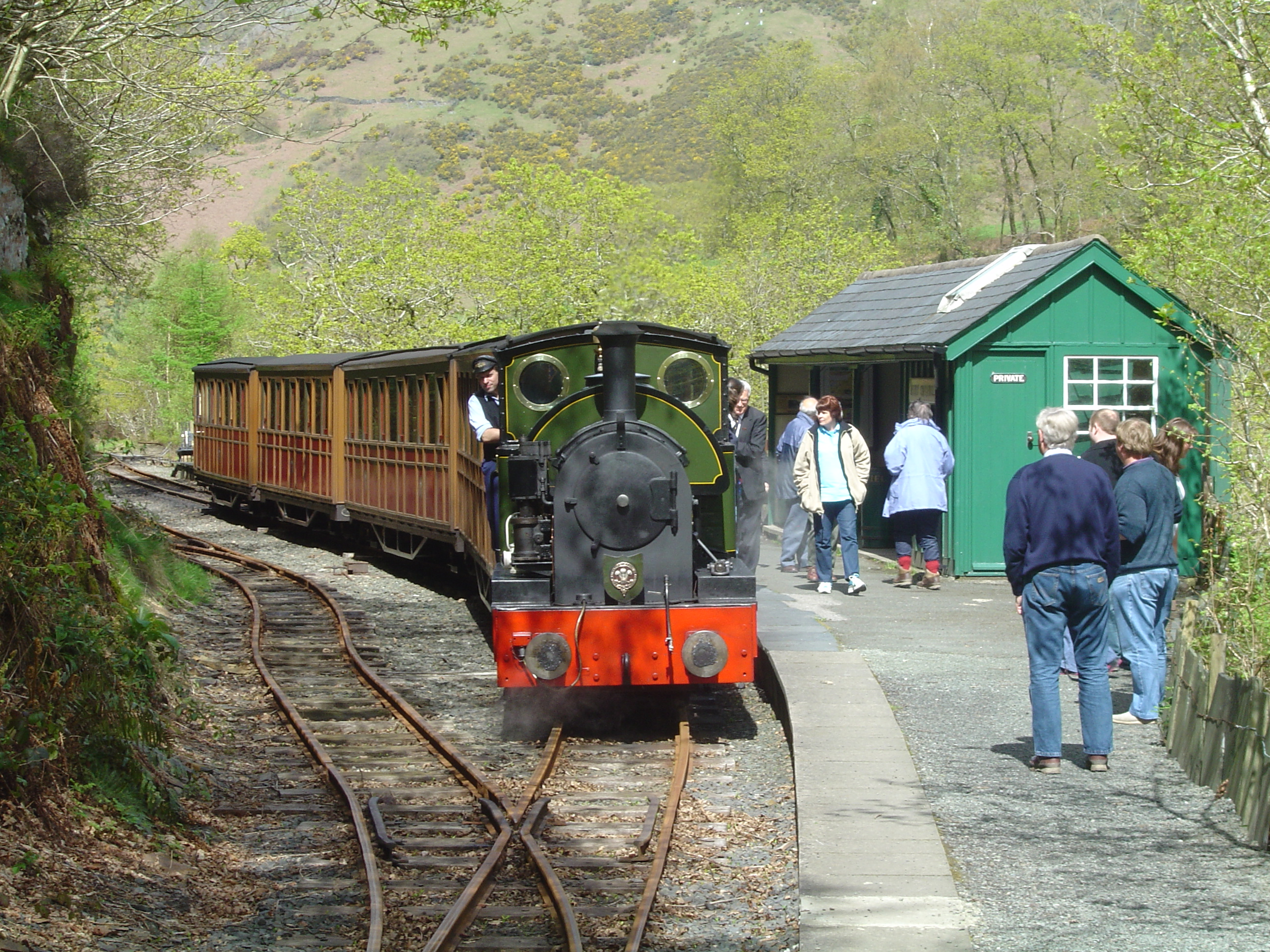
タリスリン鉄道

イギリスには多数の保存鉄道がある。最初の保存鉄道は狭軌のタリスリン鉄道で、イギリス初の標準軌の保存鉄道はブルーベル鉄道である。